# Владимир Живанчевић
Владимир Живанчевић (Александровац, 1912. —  2001.) био је српски сликар.

## Биографија
Владимир Живанчевић је дипломирао на Филозофском факултету у Београду.